# Quebo
Quebo är en ort i Guinea-Bissau. Den ligger i regionen Tombali, i den södra delen av landet, 90 km sydost om huvudstaden Bissau. Folkmängden uppgår till cirka 5 000 invånare.